# (450) Brigitta
(450) Brigitta est un astéroïde de la ceinture principale découvert par M. Wolf et A. Schwassmann le 10 octobre 1899.